# Ataman A092H6
Ataman A092H6 — украинский низкопольный автобус среднего класса, выпускаемый в Черкассах на предприятии Черкасский автобус с 2016 года, больше всего таких автобусов можно встретить в Киеве.

## Описание
26 февраля 2016 года в Черкассах был представлен новый городской автобус Ataman А092Н6, дизайн взят от модели Ataman A096.
В отличие от моделей Ataman А092 и Ataman A093, Ataman A092H6 соответствует стандарту Евро-5 и правилам ЕЭК ООН № 107. Шасси — ISUZU NPR-75.
С сентября 2018 года 40 экземпляров Ataman A092H6 эксплуатируются в городе Батуми (Грузия).

## Модификации
- Ataman А092Н6 — городской автобус вместимостью 14—19 сидячих мест (всего изготовлено 547 автобусов).
- Ataman А09216 — пригородный автобус вместимостью 30 сидячих мест (всего изготовлено 129 междугородных и пригородных автобусов).
- Ataman D09216 — автобусы специального назначения (всего изготовлено 46 автобусов).